# Корольковая пеночка
Корольковая пеночка (лат. Phylloscopus proregulus) — певчая птица из семейства пеночковых (Phylloscopidae).
У корольковой пеночки зелёный верх тела и светлый низ, жёлтая полоса на голове, светлая полоса на крыле. Длина тела 9—9,5 см, вес 4—7 грамм.
Гнездится в Южной и Восточной Сибири: от Новосибирской области до Магаданской, на севере Монголии и северо-востоке Китая. На всей территории гнездования — перелётный вид. Зимует в Индокитае, также в небольших количествах в восточной Европе.
Обитает в северных таёжных лесах. Питается насекомыми.
Гнездится на высоте 0,5—10 метров на деревьях. Самка откладывает 4—6 яиц, насиживание длится 12—13 дней. Птенцы вылетают из гнезда в возрасте 12—14 дней.
Подвиды
Ранее вид делился на 4 подвида, но после генетических исследований все подвиды (кроме номинативного) были выделены в отдельные виды:
- Phylloscopus chloronotus
- Phylloscopus kansuensis
- Phylloscopus yunnanensis